# Fagopyrum capillatum
Fagopyrum capillatum är en slideväxtart som beskrevs av Ohnishi. Fagopyrum capillatum ingår i släktet boveten, och familjen slideväxter. Inga underarter finns listade i Catalogue of Life.